# Sân bay quốc tế Kemerovo
Sân bay quốc tế Kemerovo (tiếng Nga: Международный Аэропорт Кемерово) (IATA: KEJ, ICAO: UNEE) là một trong 2 sân bay ở Kemerovo Oblast (tiếng Nga: Кемеровская область, Kemerovskaya oblast), Nga, tây nam Siberia. Sân bay này nằm cách Kemerovo 10 km về phía đông nam. Đây là một sân bay dân dụng phục vụ các máy bay cỡ vừa. Một đường cất hạ cánh dài 2750 m cũ hơn hiện được dùng làm đường lăn.

## Các hãng hàng không và các tuyến điểm
- Aeroflot (Moscow-Sheremetyevo)
- Dalavia (Sochi, Khabarovsk) [theo mùa]
- KrasAir (Krasnoyarsk-Yemelyanovo, Moscow-Domodedovo)
- S7 Airlines (Adler/Sochi, Anapa, Moscow-Domodedovo)
- Sibaviatrans (Krasnoyarsk-Yemelyanovo)
- Ural Airlines (Baku-Heydar Aliyev)

## Vận tải mặt đất
Các thành phố gần sân bay này trong Kemerovo Oblast: Prokopyevsk(157 km), Mezhdurechensk (216 km), Kiselyovsk (148 km), Osinniki (200 km), Belovo (95 km), Tashtagol (300 km), Kemerovo (7 km), Anzhero-Sudzhensk (91 km), Leninsk-Kuznetskiy (68 km), Yurga (92 km), Guryevsk (109 km), Mariinsk (147 km) được kết nối với sân bay này bằng taxi và xe buýt.